# Mélanie de Boileau
Mélanie de Boileau, née à Abbeville le 15 mars 1777 et morte à Versailles le 23 décembre 1862, est une autrice et historienne française.
Elle est reconnue pour ses contributions à la littérature et à l'éducation.
Elle a utilisé le pseudonyme Ursula Scheulterie.

## Biographie
Ursule Geneviève Mélanie de Boileau naît le 15 mars 1777 à Abbeville, fille de Marie Louis Joseph de Boileau, alors jurisconsulte, et Antoinette Julie Mélanie Manessier. Sa sœur cadette meurt prématurément.
Devenue institutrice, elle publie des œuvres littéraires et pédagogiques, dont La Princesse de Chypre (1807), sous le pseudonyme Ursula Scheulterie, du nom d'un fief ayant appartenu à son père, et Elisa ou les Trois Chasseurs (1808). En 1809, son Cours élémentaire d'histoire universelle est adopté par la Maison d'Écouen, une institution de la Légion d'honneur, où elle devient la première enseignante d'histoire en 1811,.
Elle est connue, avec la comtesse Anne-Marie Beaufort d’Hautpoul, pour ses écrits destinés aux enfants.
Après la chute de Napoléon, elle se tourne vers des travaux historiques et politiques, comme l'Atlas chronologique en 1822.
Elle s'éteint en 1862, rue Saint-Martin à Versailles, à la maison des Dames Augustines, laissant une empreinte significative dans le domaine de l'éducation féminine.

## Œuvres

### Romans
- La Princesse de Chypre[8],[9], roman historique, Fléchet, Paris,1807.
- Elisa ou les Trois Chasseurs[10],[9], roman, Fléchet, Paris, 1808.

### Essais
- Appel à la nation française, essai politique, Lenormand, Paris,1820.

### Autres
- Cours élémentaire d'histoire universelle[11], ouvrage pédagogique, Paris, Dentu, 10 vol, 1809.
- Atlas chronologique[12], ouvrage historique et littéraire, Paris, 1822.
- Trois Nouvelles politiques, Lenormand, Paris,1824.
- Fastes napoléens, tableau historique, Didot, Paris,1854.